# Pakistanische Cricket-Nationalmannschaft in England in der Saison 1987
Die Tour der pakistanischen Cricket-Nationalmannschaft nach England in der Saison 1987 fand vom 21. Mai bis zum 11. August 1987 statt. Die internationale Cricket-Tour war Bestandteil der Internationalen Cricket-Saison 1987 und umfasste fünf Tests und drei ODIs. Pakistan gewann die Test-Serie 1–0, während England die ODI-Serie 2–1 gewann.

## Vorgeschichte
Für beide Teams war es die erste Tour der Saison.
Das letzte Aufeinandertreffen der beiden Mannschaften bei einer Tour fand in der Saison 1983/84 in Pakistan statt.

## Stadien
Die folgenden Stadien wurden für die Tour als Austragungsort vorgesehen.
| Stadion                     | Stadt      | Kapazität | Spiele          |
| --------------------------- | ---------- | --------- | --------------- |
| Edgbaston Cricket Ground    | Birmingham | 24.803    | 4. Test; 3. ODI |
| Headingley Stadium          | Leeds      | 17.000    | 3. Test         |
| The Oval                    | London     | 23.500    | 5. Test; 1. ODI |
| Lord’s Cricket Ground       | London     | 30.000    | 2. Test         |
| Old Trafford Cricket Ground | Manchester | 19.000    | 1. Test         |
| Trent Bridge                | Nottingham | 15.350    | 2. ODI          |

## Kaderlisten
| Test | Test | ODI | ODI |
| England | Pakistan | England | Pakistan |
| --- | --- | --- | --- |
| - Bill Athey - Ian Botham - Chris Broad - David Capel - Phil DeFreitas - Graham Dilley - Phil Edmonds - John Emburey - Neil Fairbrother - Neil Foster - Bruce French - Mike Gatting - David Gower - Martyn Moxon - Jack Richards - Tim Robinson | - Abdul Razzaq - Ijaz Ahmed - Imran Khan - Javed Miandad - Mansoor Akhtar - Mohsin Kamal - Mudassar Nazar - Rameez Raja - Saleem Yousuf - Saleem Malik - Shoaib Mohammad - Tauseef Ahmed - Wasim Akram | - Bill Athey - Ian Botham - Chris Broad - Phil DeFreitas - Graham Dilley - John Emburey - Neil Foster - Mike Gatting - Graham Gooch - David Gower - Allan Lamb - Jack Richards - Greg Thomas | - Ijaz Ahmed - Imran Khan - Javed Miandad - Mansoor Akhtar - Manzoor Elahi - Mohsin Kamal - Mudassar Nazar - Rameez Raja - Saleem Malik - Saleem Yousuf - Tauseef Ahmed - Wasim Akram |

## One-Day Internationals

### Erstes ODI in London
| 21. Mai Scorecard | London (Oval) | Pakistan 232-6 (55/55)        | – | England 233-3 (53.1/55) |
|                   |               | England gewinnt mit 7 Wickets |   |                         |

### Zweites ODI in Nottingham
| 23. Mai Scorecard | Nottingham | England 157 (51.1/55)          | – | Pakistan 158-4 (52/55) |
|                   |            | Pakistan gewinnt mit 6 Wickets |   |                        |

### Drittes ODI in Birmingham
| 25. Mai Scorecard | Birmingham | Pakistan 213-9 (55/55)       | – | England 217-9 (54.3/55) |
|                   |            | England gewinnt mit 1 Wicket |   |                         |

## Tests

### Erster Test in Manchester
| 4. – 9. Juni Scorecard | Manchester | England 447 (143.4) | – | Pakistan 140-5 (64) |
|                        |            | Remis               |   |                     |

### Zweiter Test in London
| 18. – 23. Juni Scorecard | London (Lord’s) | England 368 (112.5) | – | Pakistan |
|                          |                 | Remis               |   |          |

### Dritter Test in Leeds
| 2. – 6. Juli Scorecard | Leeds | England 136 (60.4) & 199 (78.1)                | – | Pakistan 353 (131.2) |
|                        |       | Pakistan gewinnt mit einem Innings und 18 Runs |   |                      |

### Vierter Test in Birmingham
| 23. – 28. Juli Scorecard | Birmingham | Pakistan 439 (173.3) & 205 (73.3) | – | England 521 (169.5) & 109-7 (17.4) |
|                          |            | Remis                             |   |                                    |

### Fünfter Test in London
| 5. – 11. August Scorecard | London (Oval) | Pakistan 708 (220.3) | – | England 232 (99.4) & 315-4 (142) (f/o) |
|                           |               | Remis                |   |                                        |